# Lumière Cinema
Filmhuis Lumière is een filmtheater (ook wel arthouse cinema genoemd) in het centrum van de Nederlandse stad Maastricht. Het filmhuis was vanaf 1985 gevestigd in een oud klooster in het Statenkwartier en is sinds 2016 gehuisvest in een gedeelte van de Timmerfabriek in het Boschstraatkwartier. Lumière behoort met zijn 500 stoelen tot de grotere filmhuizen van Nederland.

## Geschiedenis
Lumière werd opgericht in 1976 als Stichting Filmhuis Maastricht onder leiding van Joep Schreurs. In die tijd werden in bijna alle grotere Nederlandse steden, onder impuls van het International Film Festival Rotterdam (toen 'Film International' geheten) filmhuizen opgericht. Aanleiding daarvoor was de toenemende onvrede over het aanbod van de commerciële bioscopen en de wens om structureel aandacht te schenken aan de 'betere' films.
Het eerste filmhuis Maastricht was gevestigd boven de toenmalige jeugdsociëteit Kombi aan de Capucijnenhof in een zaaltje met 60 stoelen. De eerste officiële filmvertoning was Wildwechsel (1972) van Rainer Werner Fassbinder.
Vanaf 1983 ontving het filmtheater gemeentelijke subsidie en werd Jan Besselink aangesteld als directeur. Besselink leidde het filmhuis meer dan twintig jaar en bouwde het uit tot een professioneel theater. In twee jaar tijd verdubbelde het aantal bezoekers. In 1985 verhuisde het filmhuis naar een locatie aan de Bogaardenstraat, een deel van het oude Capucijnenklooster, met aanvankelijk twee zalen. Vanaf dat moment heette het 'filmtheater Lumière', verwijzend naar de gebroeders Lumière, grondleggers van de cinema. Jan Besselink werd na zijn pensioen opgevolgd door de huidige directie: Nico Haenen (zakelijk directeur) en David Deprez (artistiek directeur).
Sinds het ontstaan kende Lumière een gestage groei van het aantal bezoekers, waardoor het aantal zalen diverse keren uitgebreid moest worden: van 7.000 in 1983 naar 16.000 in 1985, 30.000 in 1996, 45.000 in 2004, tot meer dan 100.000 bezoekers in 2013. In 1996 werd een derde zaal bijgebouwd, in 2004 verdubbelde de capaciteit naar 336 stoelen, verdeeld over zes zalen.
Hoewel het gebouw aan de Bogaardenstraat/Capucijnengang met het intieme filmcafé als sfeervol werd ervaren, werd de accommodatie langzaamaan te krap. Er was behoefte aan meer capaciteit, een grotere ontmoetingsruimte en een volwaardig café-restaurant. Die werd gevonden in een deel van de leegstaande fabrieksgebouwen van de Koninklijke Sphinx, fraai gelegen aan het Bassin en de Zuidwillemsvaart. De ruim twee jaar durende renovatie van het rijksmonument liep vertraging op doordat er meer asbest werd aangetroffen dan verwacht. Twee van de beschikbare gebouwen (de ketelhuizen) moesten vanwege hun slechte bouwkundige staat gedemonteerd en opnieuw opgebouwd worden. De totale kosten beliepen circa 11 miljoen euro. Voor het bekostigen van de nieuwe bioscoopstoelen werd een beroep gedaan op crowdfunding. Na drie weken proefdraaien werd het nieuwe Lumière op 14 oktober 2016 feestelijk geopend. In 2017, het eerste volledige jaar op de nieuwe locatie, trok het filmhuis 142.000 bezoekers, een stijging van ca. 40% ten opzichte van de jaren daaraan voorafgaand. De opwaartse trend zette daarna door: in 2018 bezochten bijna 143.000 filmliefhebbers het theater; in 2025 waren dat er 173.000.

## Organisatie
Lumière Cinema is een professionele culturele organisatie met vijftien betaalde personeelsleden en meer dan honderd vrijwilligers. De stichting ontvangt een structurele subsidie van de gemeente Maastricht, wat ten goede komt aan tal van extra (educatieve) activiteiten. Filmtheater Lumière is door de belastingdienst erkend als culturele ANBI ofwel Algemeen Nut Beogende Instelling met een culturele missie. Sinds 2013 participeert het theater in het samenwerkingsverband van filmhuizen Cineville.
In samenwerking met het in Heerlen gevestigde platform voor audiovisuele media Cinesud organiseert Lumière het Masterplan Filmtalent Limburg en Made in Europe, een podium voor Euregionaal filmtalent. Regelmatig worden filmmakers uitgenodigd in gesprek te gaan met het publiek of een masterclass te verzorgen voor lokale filmmakers en studenten van de mediaopleidingen in de Euregio Maas-Rijn. Gasten waren onder anderen Nanouk Leopold (Boven is het Stil), Joost van Ginkel (170Hz), Nicolas Provost (The Invader), Joachim Lafosse (A perdre la raison) en Hadewych Minis (Borgman). Made in Europe is tevens gastheer van het Go Short filmfestival in Maastricht en het  filmseminar van de MAD faculty in Genk.
Naast het reguliere aanbod houdt het theater zich bezig met educatieve projecten door middel van schoolvoorstellingen.

## Filmaanbod; festivals
Het filmhuis claimt de positie van het enige première-filmtheater in de provincie. Lumière richt zich daarnaast op zogenaamde arthouse movies, ook wel 'alternatieve films' genoemd, films die over het algemeen minder publiek trekken dan 'mainstream' films (zoals Hollywood kaskrakers). De films die Lumière vertoont hebben vaak een meer artistieke insteek dan het veelal Amerikaanse filmaanbod van reguliere bioscopen in de omgeving, met name Pathé en Euroscoop. Naast arthouse films vertoont het theater filmklassiekers, films uit het 'wereldcinema'-circuit (vaak uit zogenaamde derdewereldlanden), themafilms (o.a. gay en lesbian films) en documentaires, goed voor gemiddeld 300 titels en 5000 voorstellingen per jaar.
Naast reguliere voorstellingen organiseert Lumière tal van bijzondere activiteiten, festivals en evenementen, vaak in samenwerking met culturele en maatschappelijke organisaties. In de herfstvakantie vindt jaarlijks het FESTIVAL JONG! plaats. Sinds 2013 vindt in april het festival Go Short / Made in Europe plaats, waarin een topselectie van de nieuwste Europese korte films en beloftevolle producties uit de Benelux worden getoond. Verder werkt Lumière samen met de Universiteit Maastricht in het Studium Generale-programma van de universiteit en is Lumière het decor voor The Maastricht Film Cafe, een evenement dat zich richt op het groeiende aantal expats in de Euregio Maas-Rijn.

## Het gebouw
Hoewel de huidige locatie van Lumière in zijn geheel wordt aangeduid als "de Timmerfabriek", betreft het hier in feite een divers cluster gebouwen van de voormalige sanitairproducent Sphinx. Het gebouw aan het Bassin bestaat uit vier delen: de elektriciteitscentrale, de twee daarachter gelegen ketelhuizen en het tussen de elektriciteitscentrale en de Sphinx-showroom gelegen Hennebiquegebouw. In dit laatste gebouwdeel was de eigenlijke kistenmakerij gevestigd; hier werden de verpakkingskratten voor het porselein en aardewerk vervaardigd. Medebewoners van de Timmerfabriek zijn onder andere de Muziekgieterij (in de voormalige magazijnen) en het platform voor Euregionale architectuur Bureau Europa (in het kantorengedeelte en de showroom). In de onmiddellijke omgeving, aan de overzijde van de Boschstraat, liggen de acht filmzalen van cinema Pathé Maastricht.

### Hennebiquegebouw
Het Hennebiquegebouw uit 1911, gebouwd volgens de principes ontwikkeld door de Fransman François Hennebique, is het oudste voorbeeld van betonconstructie in Maastricht. Het gebouw is bij de recente renovatie ingrijpend gewijzigd. Op de begane grond is een deel van de vulling van het betonskelet verwijderd. Daarachter is een brede trap aangelegd, die naar een hoger gelegen plein voert. Het is de bedoeling dat hier in de toekomst filmvertoningen in de open lucht plaatsvinden. Het Hennebiquegebouw herbergt tevens de entreehal met de kassa, diverse kantoor- en vergaderruimtes en het toiletgedeelte.

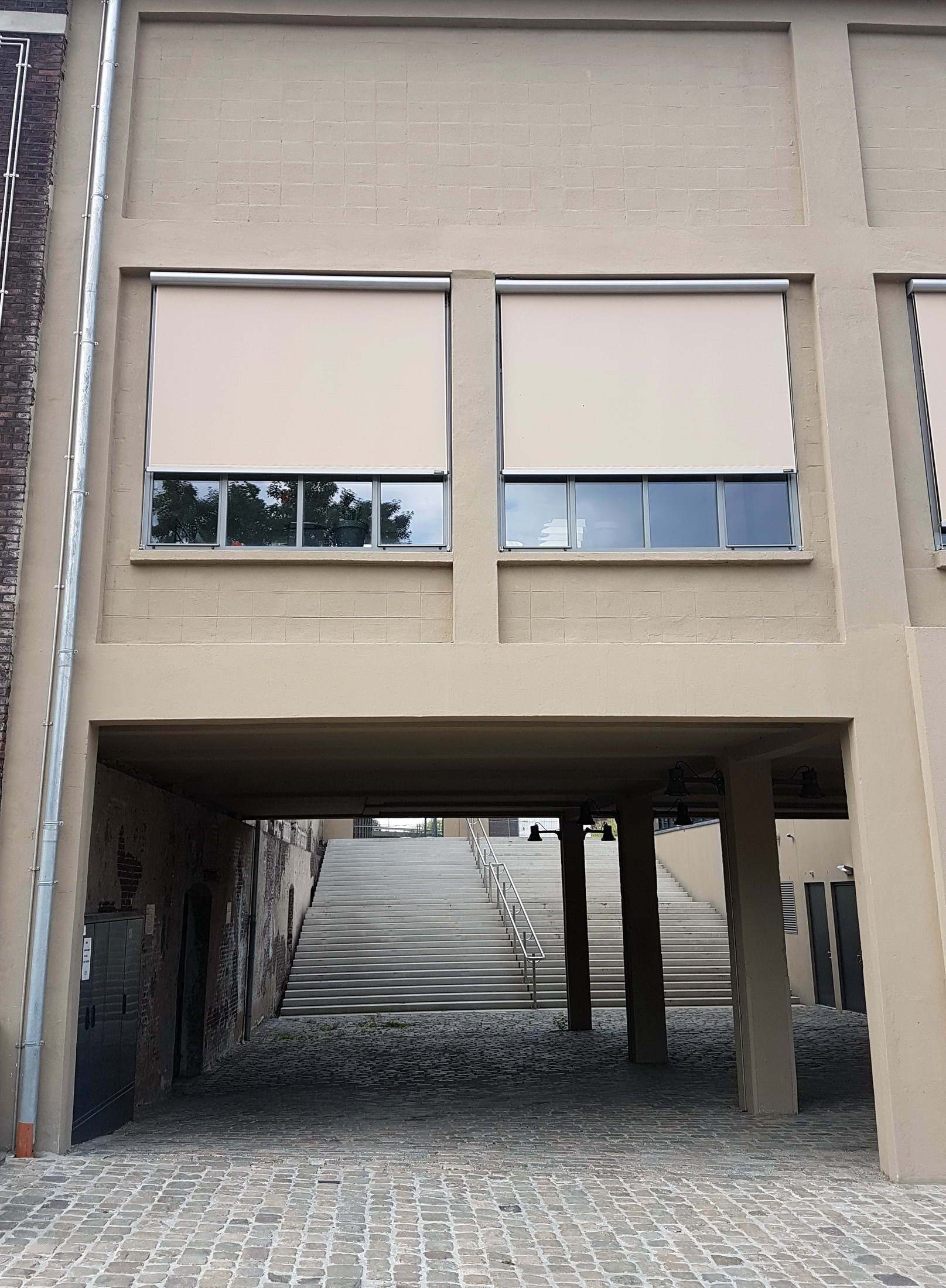
Onderdoorgang met trap
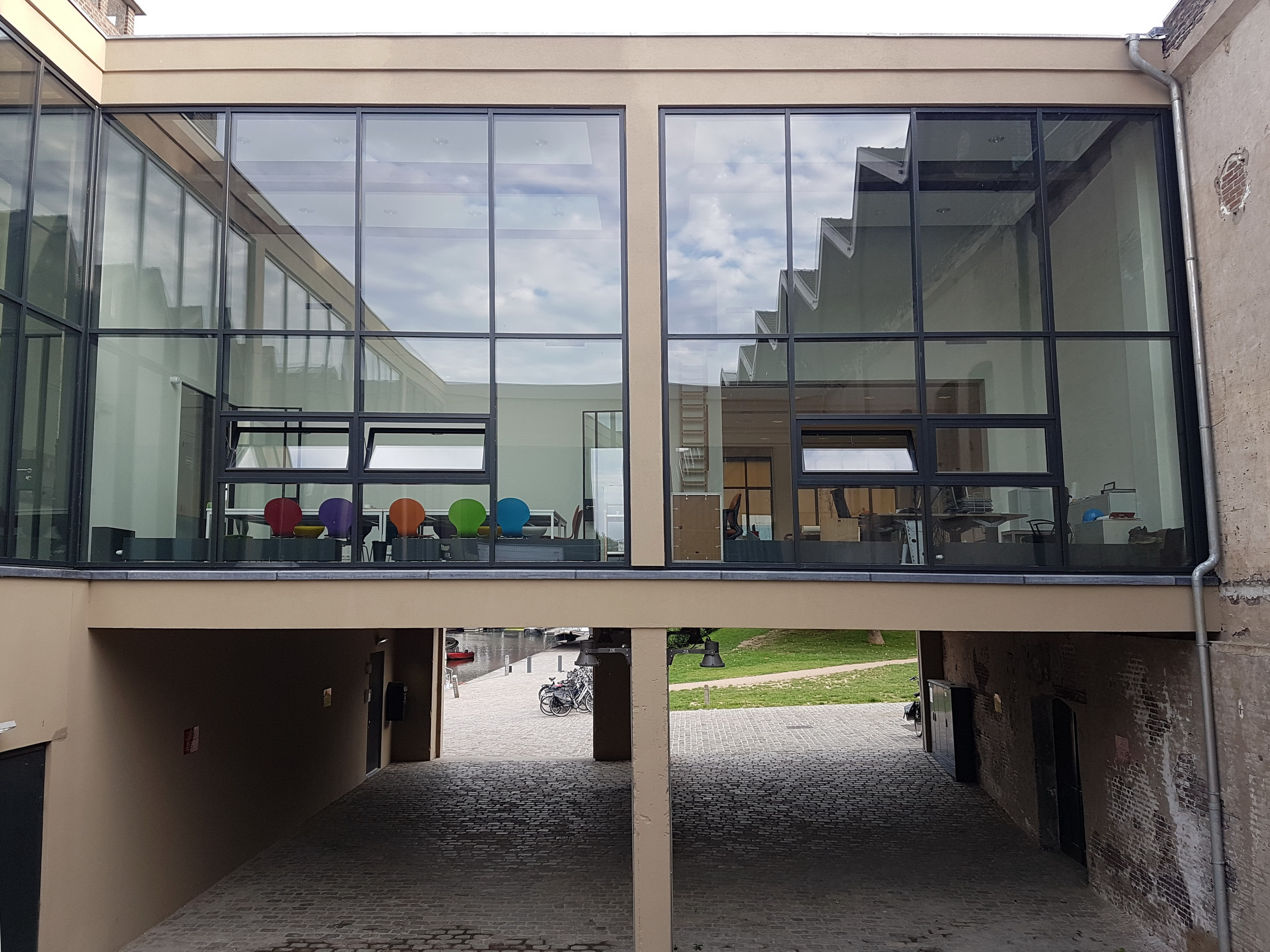
Kantoren
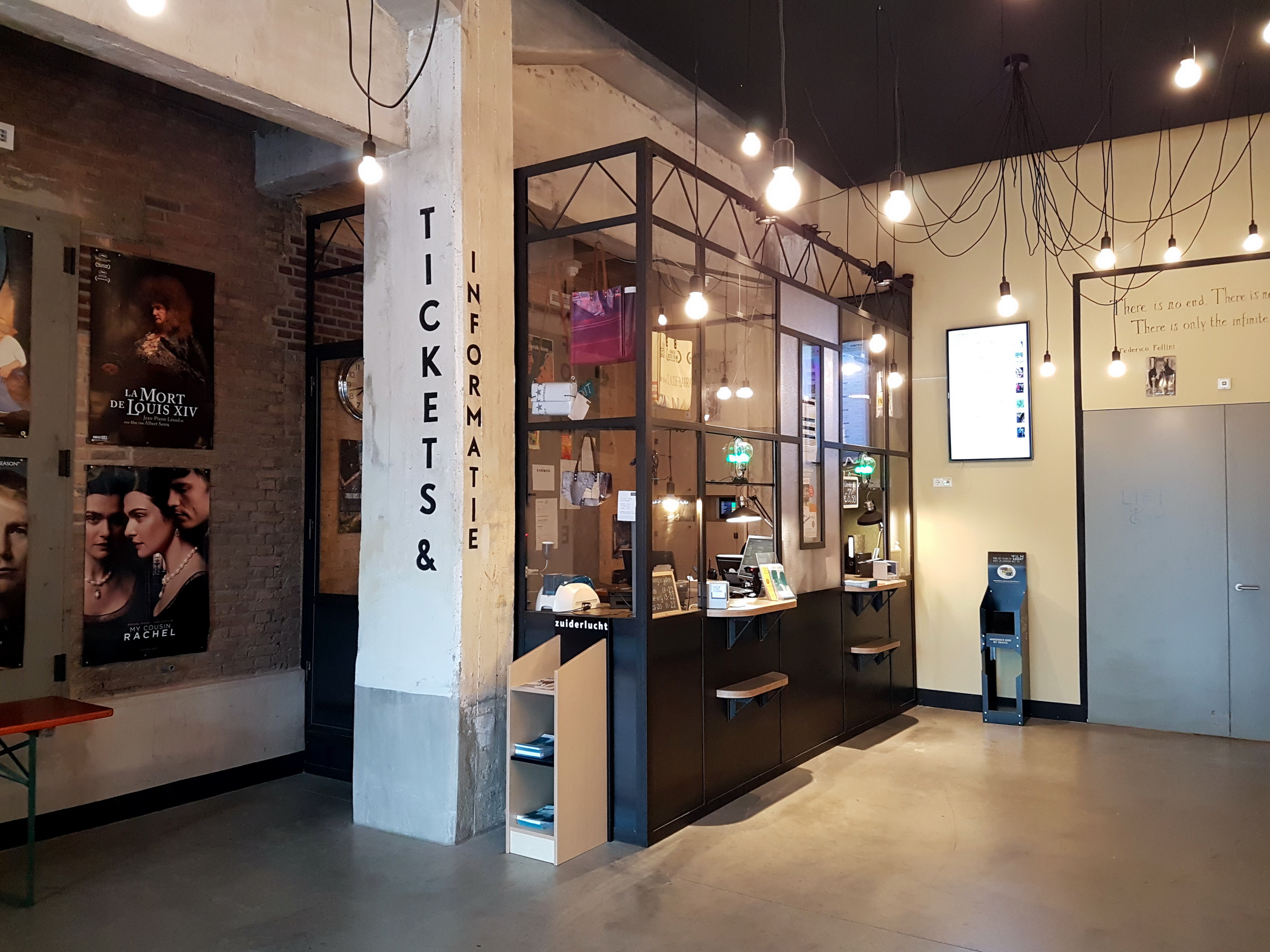
Kassahal
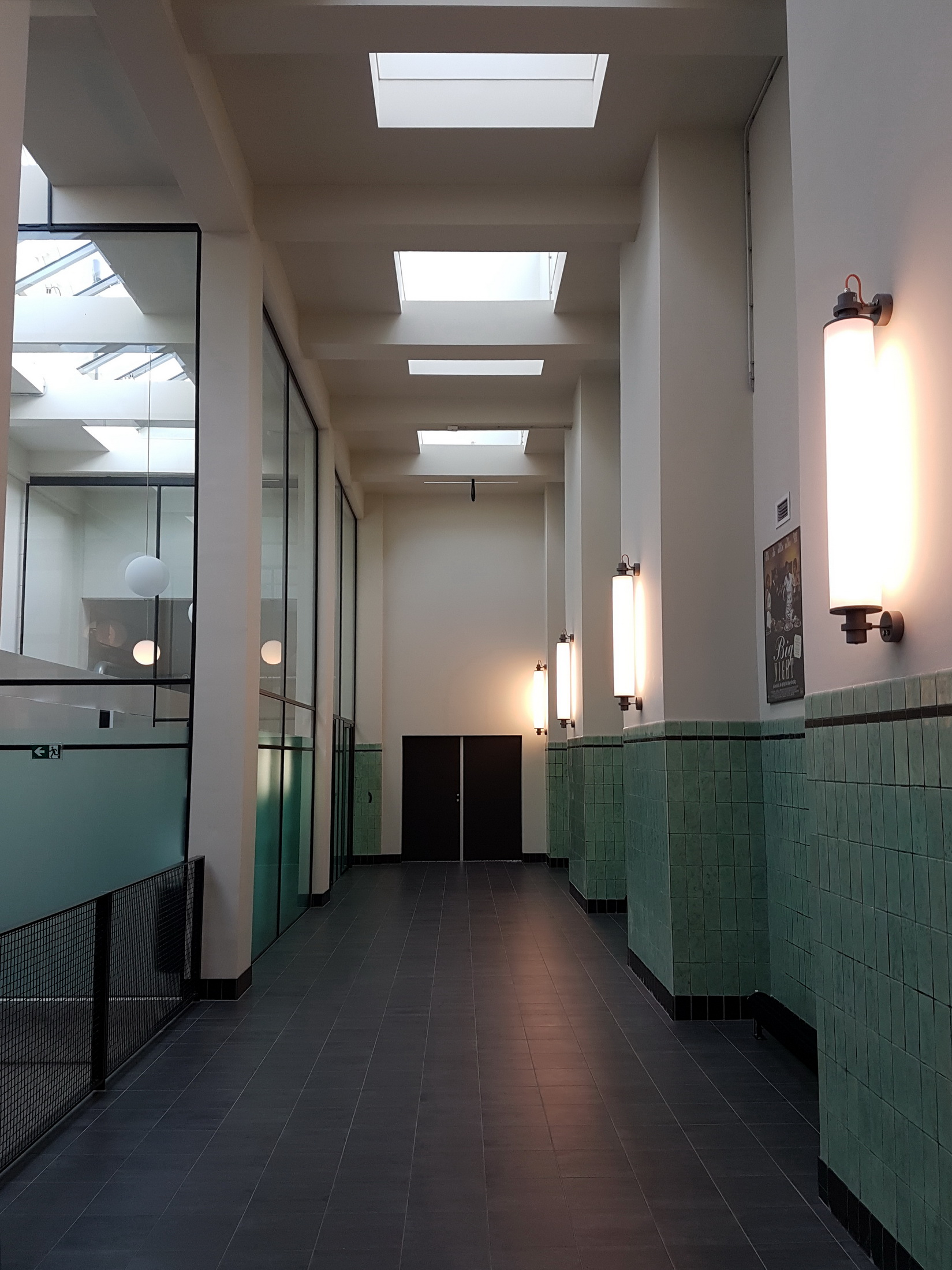
Toiletgedeelte

### Ketelhuizen
Het nieuwe Lumière beschikt over zes zalen met bijna 500 stoelen: een premièrezaal met 160 stoelen, twee zalen van 90 en drie van 50 stoelen. Drie van de zes zalen liggen deels ondergronds, zodat het zicht op de historische dakconstructies van de heropgebouwde ketelhuizen bewaard is gebleven. Dit gedeelte is strak vormgegeven met betonnen vloeren, kale muren en schijnbaar vrijstaande filmzalen. Deze hebben de vorm van rechthoeken met afgeronde hoeken en zijn bekleed met licht hout.

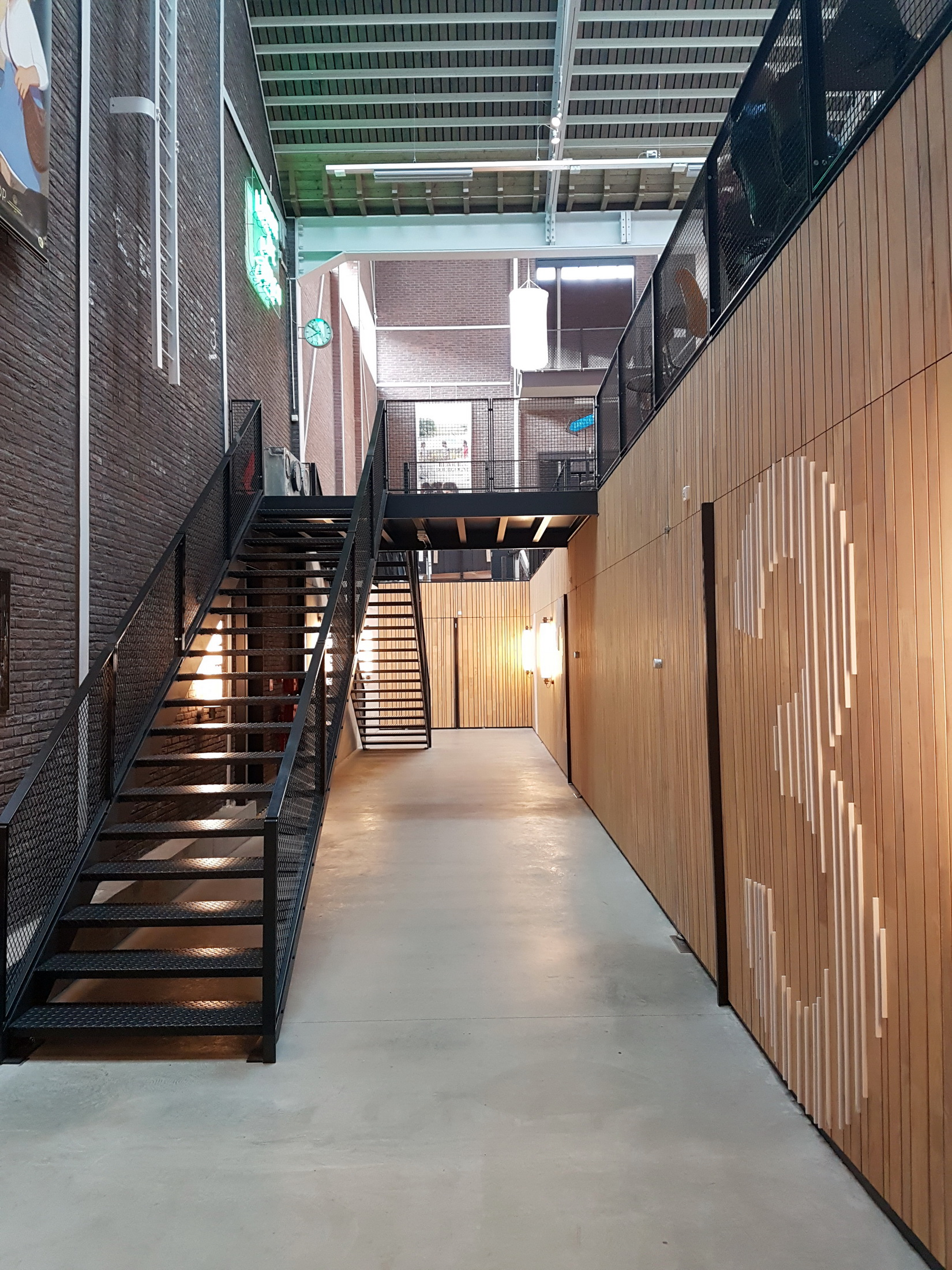
Ondergrondse filmzalen
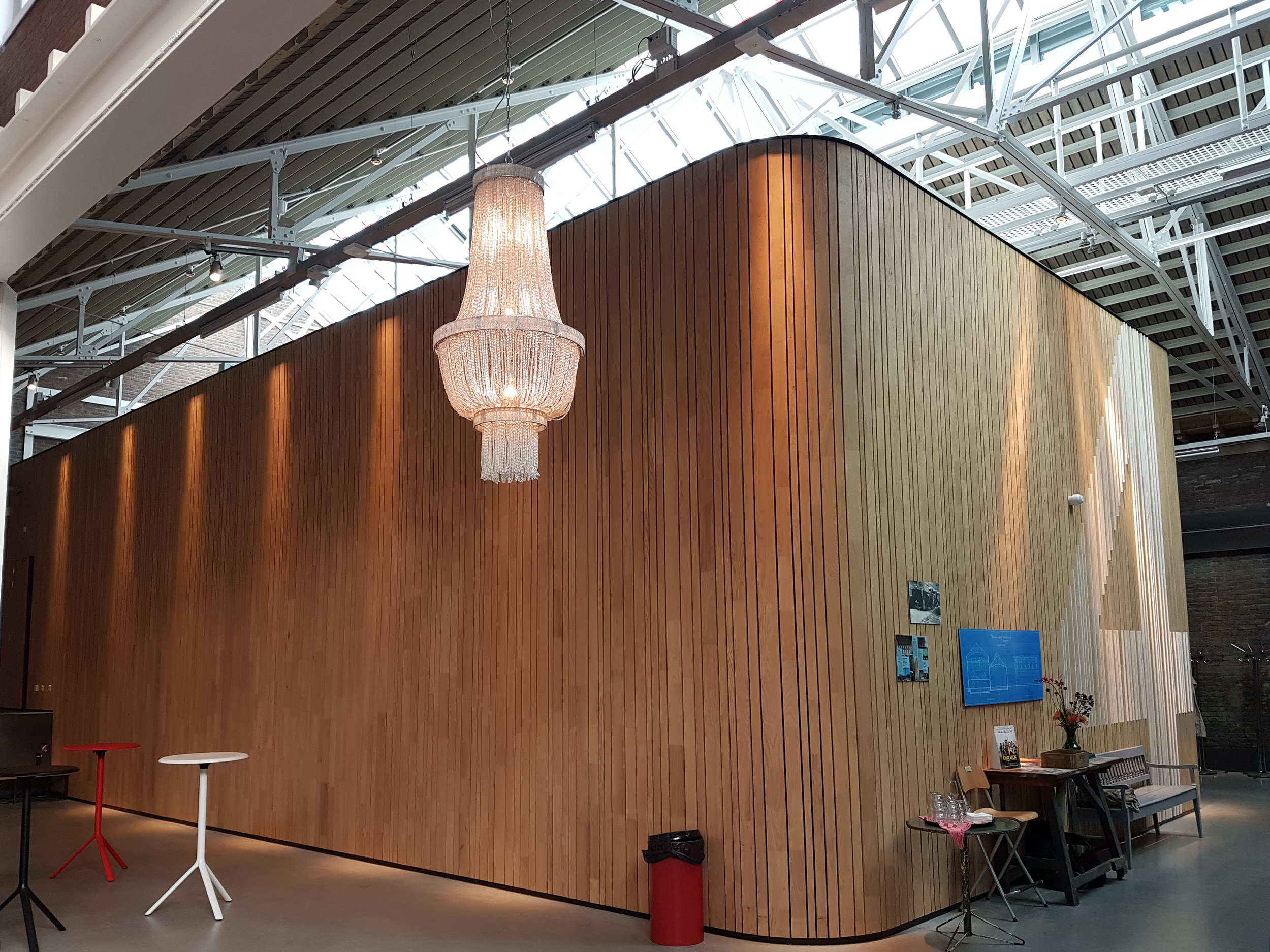
Zaal 4
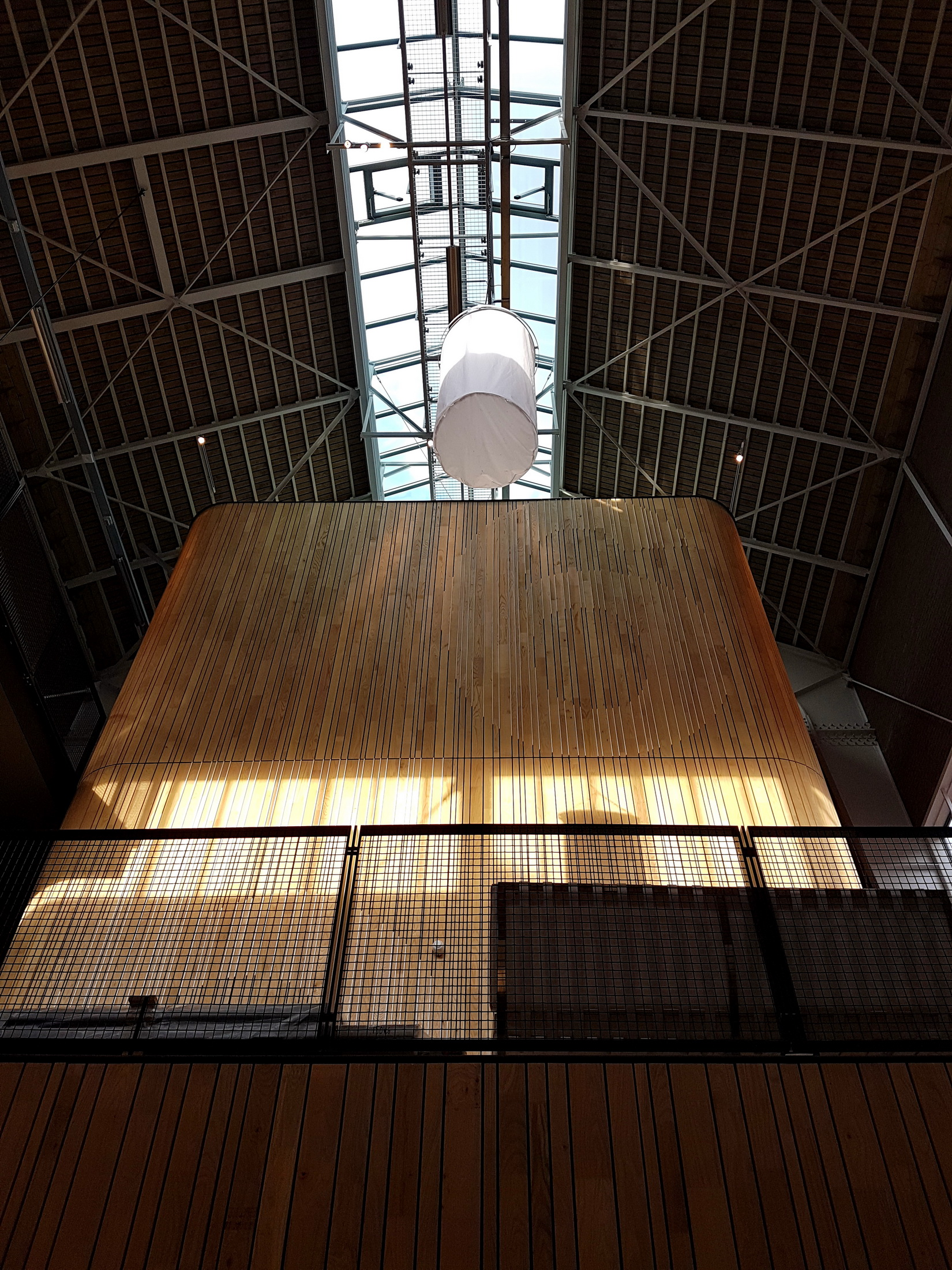
Gestapelde zalen 5 en 6
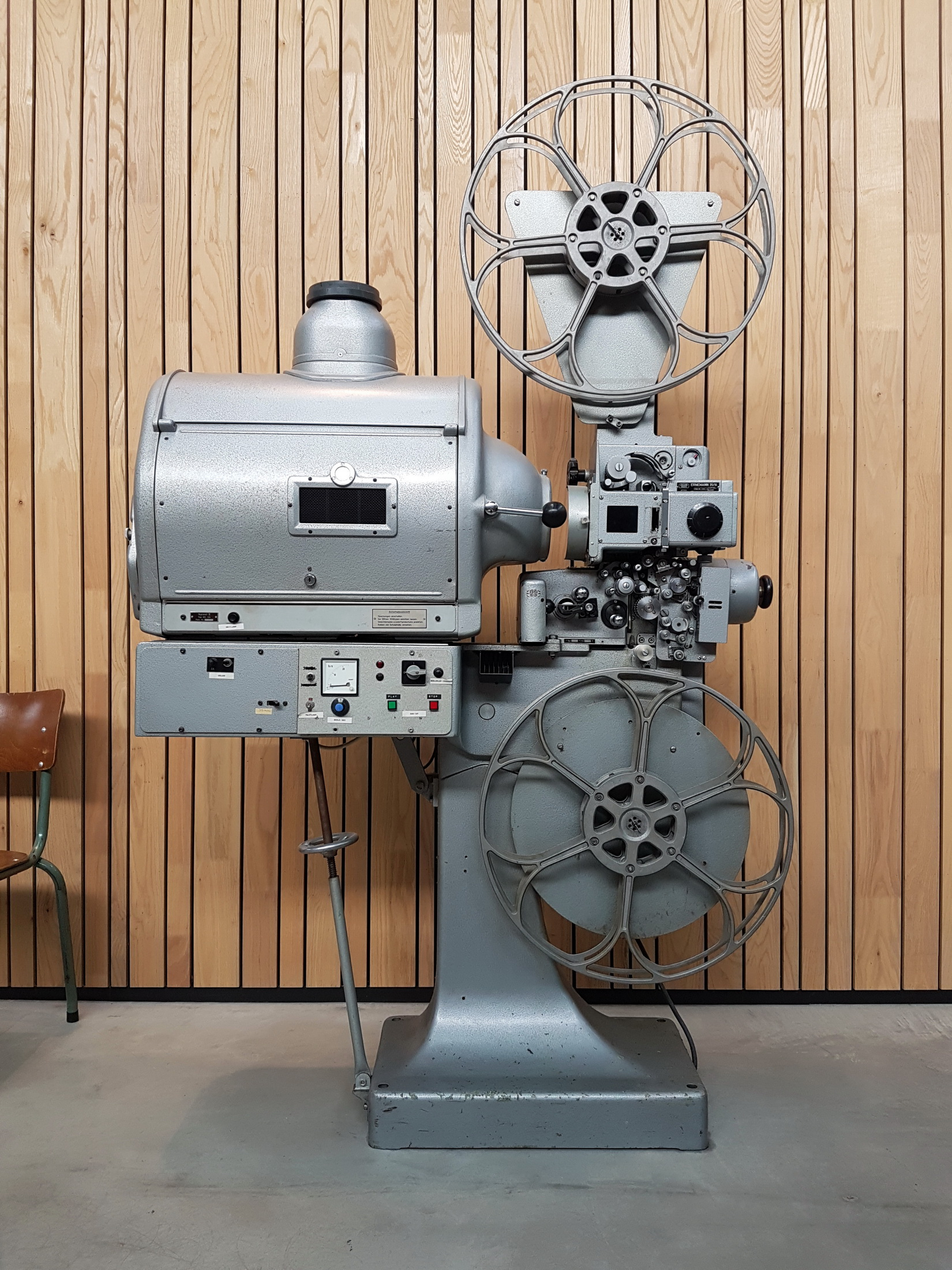
Oude filmprojector

### Elektriciteitscentrale
De elektriciteitscentrale uit 1910, slechts een jaar ouder dan het Hennebiquegebouw, is een traditioneler voorbeeld van industriële architectuur. Het gebouw van oorspronkelijk drie, thans twee verdiepingen is opgetrokken uit baksteen met siermetselwerk en gietijzeren details. Op de begane grond is een café ingericht met een groot terras direct aan het water. Een brede trap voert naar de bovenverdieping, die geheel in beslag wordt genomen door een groot café-restaurant, ontworpen door Dorine de Vos (Hotel New York, Rotterdam; Villa Augustus, Dordrecht) en Rosie Stapel. Op diverse plekken zijn voorbeelden van Maastrichts aardewerk uit de fabrieken van Petrus Regout te zien.

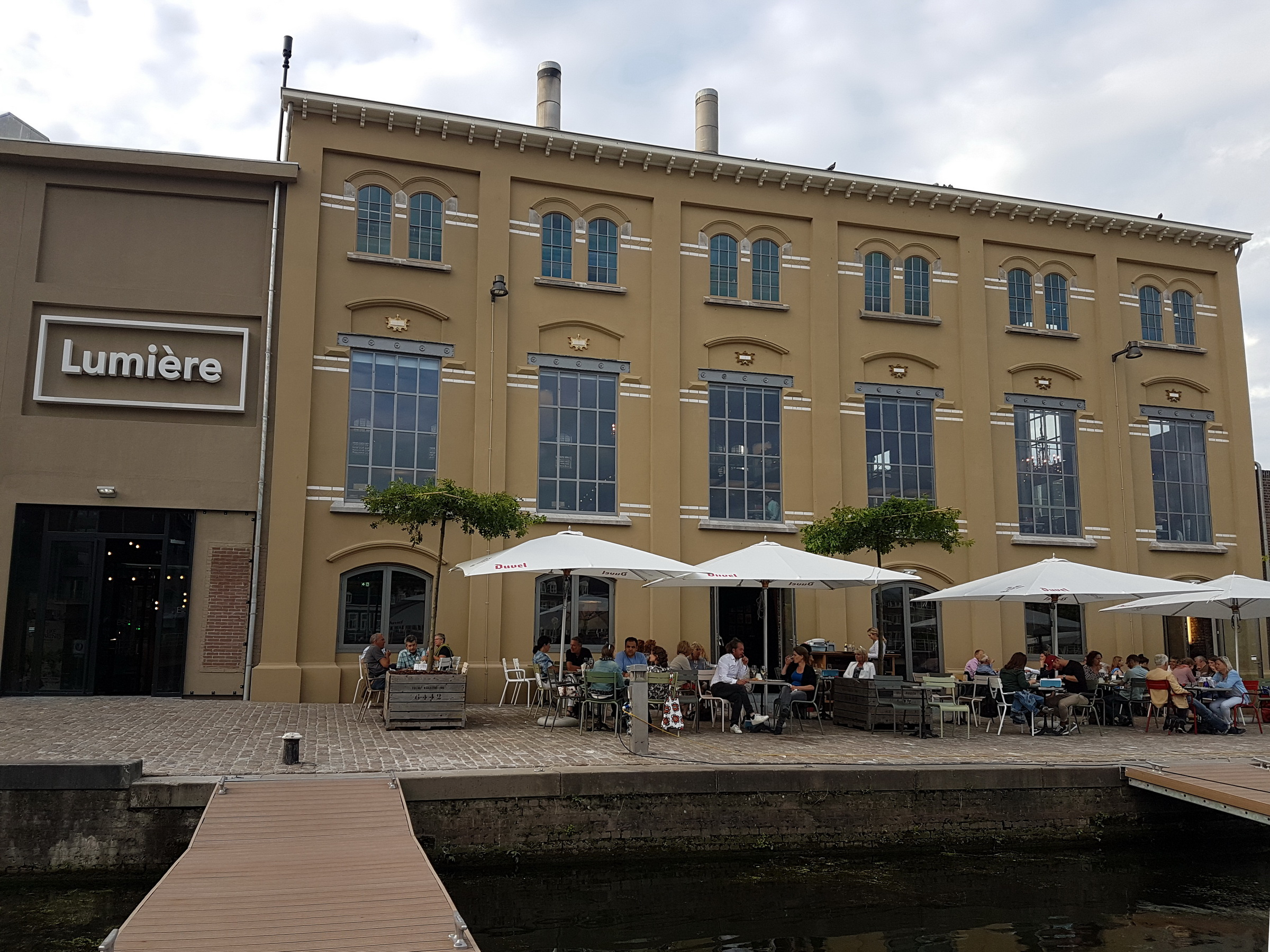
Terras aan het water
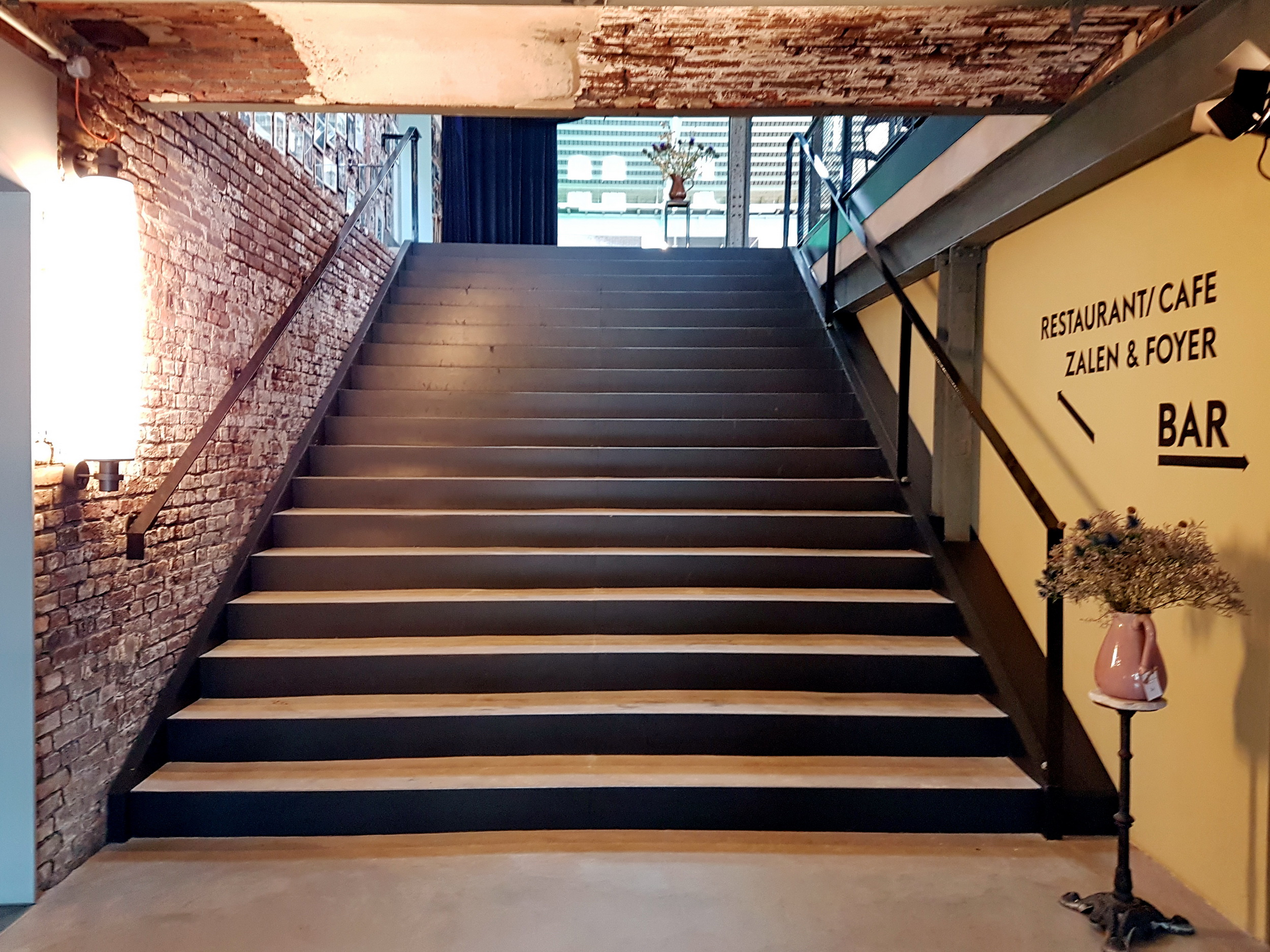
Trap naar café-restaurant
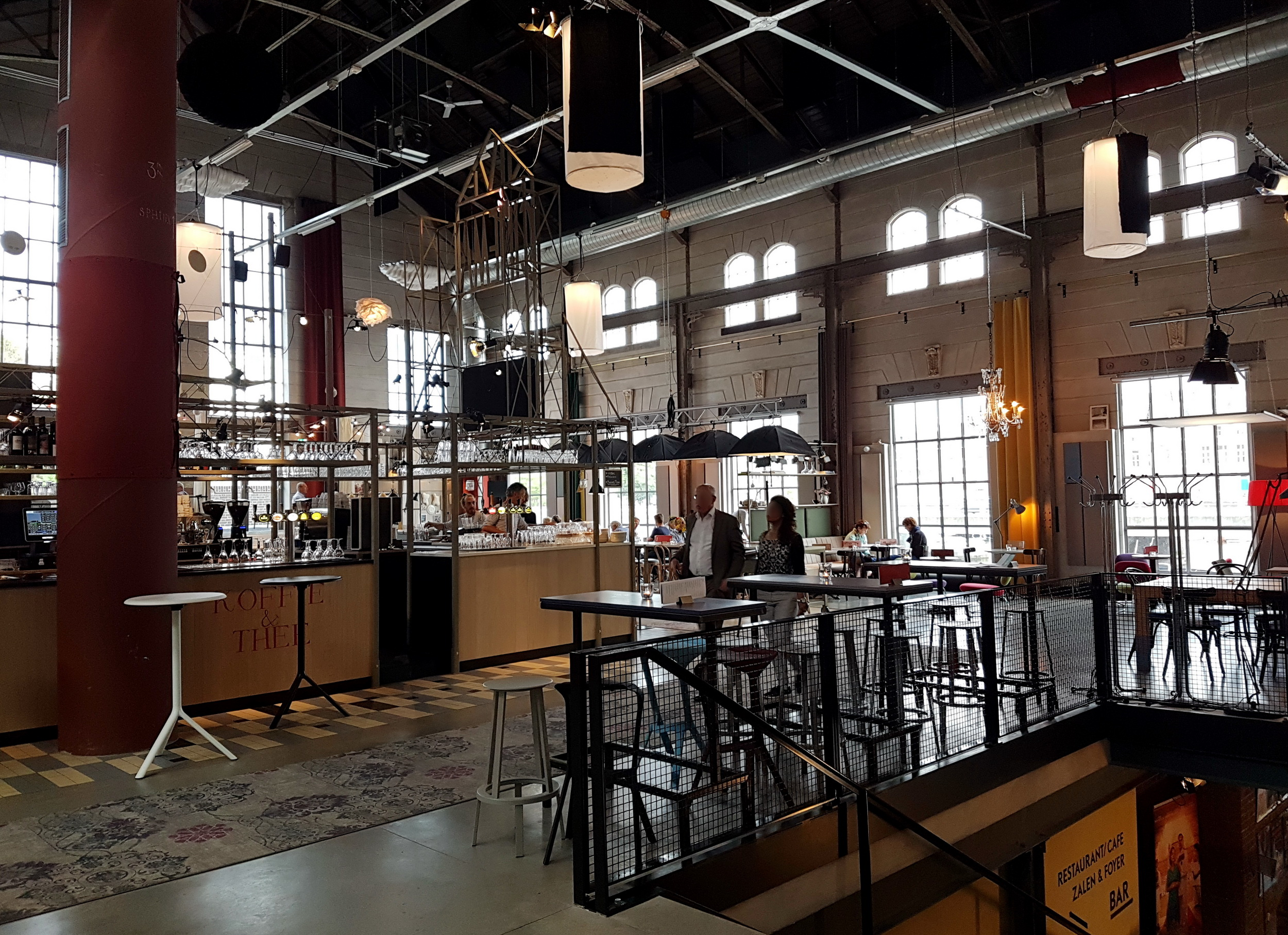
Restaurantgedeelte
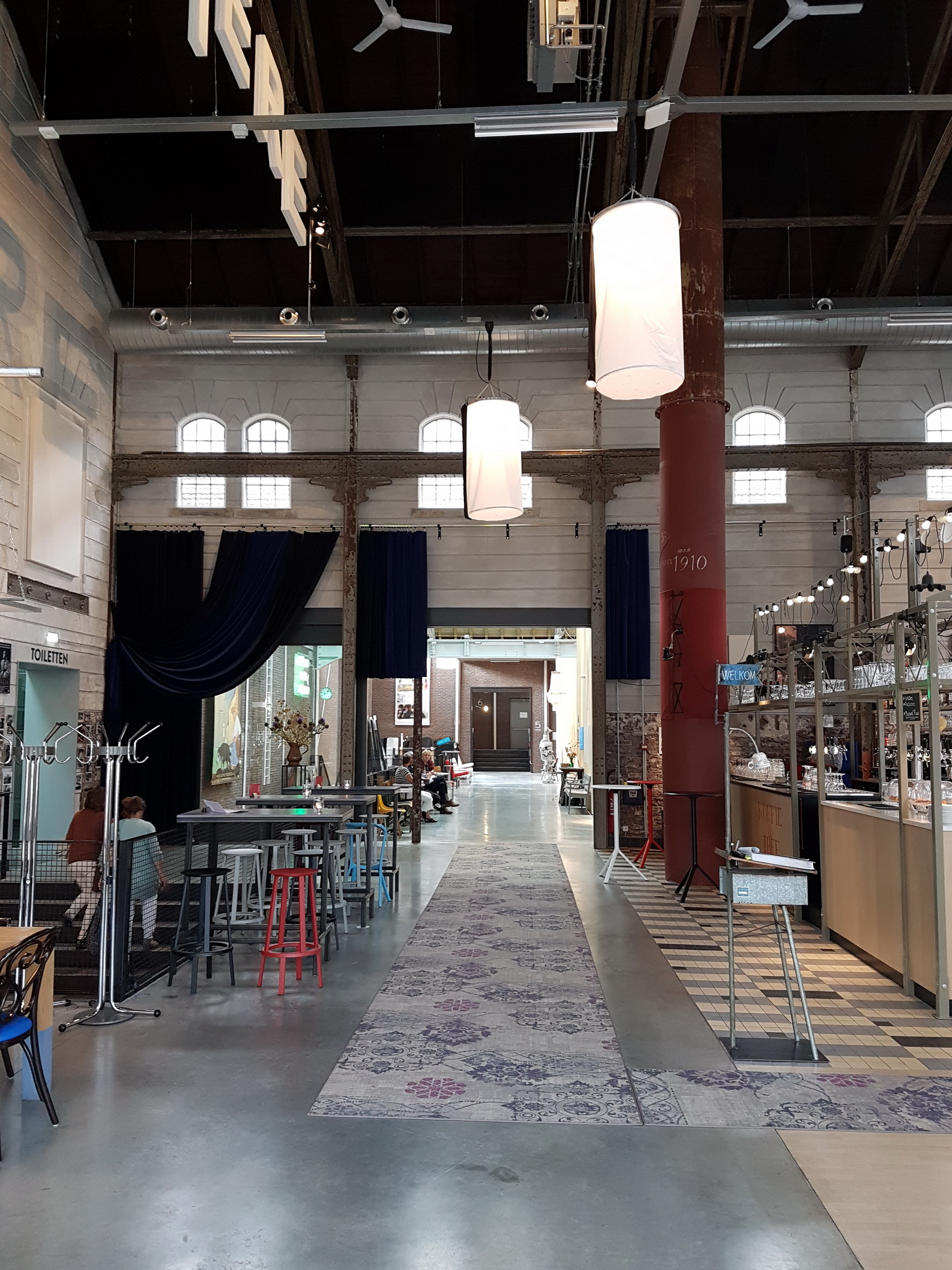
Doorgang naar filmzalen